# Lorenzo Piqué
Lorenzo Piqué (Rotterdam, 17 settembre 1990) è un calciatore olandese, difensore del Kozakken Boys.

## Carriera
Ha giocato 13 partite nella prima divisione olandese (tutte con l'ADO Den Haag, tra il 2009 ed il 2011).

## Statistiche

### Presenze e reti nei club
Statistiche aggiornate al 5 giugno 2017.
| Stagione            | Squadra             | Campionato          | Campionato | Campionato | Coppe nazionali | Coppe nazionali | Coppe nazionali | Coppe continentali | Coppe continentali | Coppe continentali | Altre coppe | Altre coppe | Altre coppe | Totale | Totale | Totale |
| Stagione            | Squadra             | Comp                | Pres       | Reti       | Comp            | Pres            | Reti            | Comp               | Pres               | Reti               | Comp        | Pres        | Reti        | Pres   | Reti   |        |
| ------------------- | ------------------- | ------------------- | ---------- | ---------- | --------------- | --------------- | --------------- | ------------------ | ------------------ | ------------------ | ----------- | ----------- | ----------- | ------ | ------ | ------ |
| 2009-2010           | ADO Den Haag        | E                   | 13         | 0          | CO              | 1               | 0               | -                  | -                  | -                  | -           | -           | -           | 14     | 0      |        |
| 2010-2011           | ADO Den Haag        | E                   | 0          | 0          | CO              | 0               | 0               | -                  | -                  | -                  | -           | -           | -           | 0      | 0      |        |
| Totale ADO Den Haag | Totale ADO Den Haag | Totale ADO Den Haag | 13         | 0          |                 | 1               | 0               |                    | -                  | -                  |             | -           | -           | 14     | 0      |        |
| 2011-2012           | Volendam            | ED                  | 15         | 0          | CO              | 1               | 0               | -                  | -                  | -                  | -           | -           | -           | 16     | 0      |        |
| 2012-2013           | Oss                 | ED                  | 24         | 0          | CO              | 0               | 0               | -                  | -                  | -                  | -           | -           | -           | 24     | 0      |        |
| 2013-2014           | Oss                 | ED                  | 34         | 2          | CO              | 1               | 0               | -                  | -                  | -                  | -           | -           | -           | 35     | 2      |        |
| 2014-2015           | Oss                 | ED                  | 19         | 1          | CO              | 1               | 0               | -                  | -                  | -                  | -           | -           | -           | 20     | 1      |        |
| 2015-2016           | Oss                 | ED                  | 24         | 0          | CO              | 1               | 0               | -                  | -                  | -                  | -           | -           | -           | 25     | 0      |        |
| 2016-2017           | Oss                 | ED                  | 28         | 0          | CO              | 1               | 0               | -                  | -                  | -                  | -           | -           | -           | 29     | 0      |        |
| Totale Oss          | Totale Oss          | Totale Oss          | 129        | 3          |                 | 4               | 0               |                    | -                  | -                  |             | -           | -           | 133    | 3      |        |
| Totale carriera     | Totale carriera     | Totale carriera     | 157        | 3          |                 | 6               | 0               |                    | -                  | -                  |             | -           | -           | 163    | 3      |        |